# 関索
関 索（かん さく、繁体字: 關索; 簡体字: 关索）は、『花関索伝』『三国志演義』等に登場する架空の人物。関羽と胡金定の子。民間伝承では字は維之。
陳寿『三国志』に登場しない人物であり、中国の歴史学者余嘉錫は「実はこれは関羽のことである」と述べている。関羽は「漢寿亭侯」に封ぜられていため、避諱により敬称して「関漢寿」ということがまれにあった。漢寿は古く「索」と言われていたので、関羽のことを関索ということがあったのだが、後世このことが忘れられてしまい「関索」という架空の人物が誕生したのだ…というのである。
架空の人物ながら、南蛮征伐の行進路には、関索が馬に水を飲ませた池や、行軍中に槍を挿した岩等、関索に由来のある場所が複数記録されている。現在の雲南省や貴州省の辺りに関索嶺、関索城、関索鎮、関索挿鎗巌、関將軍廟、石槽関、馬飲池、馬跑泉など、荊州江夏郡付近の伝承に花関橋、霊泉洞、黒石寨など。
京劇などでは、関索が人気を博している。小説『水滸伝』の登場人物である楊雄のあだ名は「病関索」（ここでの病とは「黄色い顔をした」という意味）であり、宋・元の史書での盗賊・軍人にも「関索」のあだ名が多くみられる。

## 三国志演義
小説『三国志演義』の版本には関索が登場しないものがあり、その研究の結果3系統に分類される説が唱えられた。そのうち関羽の三男として諸葛亮の南蛮征伐の際に突然登場する系統がある。それまで関索は荊州が陥落した際に呉軍から逃れるも負傷し、鮑家荘（後述の『花関索伝』では、鮑家の娘の鮑三娘と婚姻を結んでいる）に隠れていた。しかし、諸葛亮が南蛮征伐の軍を起こすと聞いてこれに参戦するため駆けつけた、という。その後、諸葛亮に護衛を任され、それ以降物語から姿を消す。『花関索伝』ではこのあと戦死したと記されているものもあれば、急死したとされている文章もある。 いずれにせよ早世したという設定になっているのは確かなようだ。

## 花関索伝
1967年、上海市の近くの嘉定県に明の時代の墳墓から『花関索伝』（『花關索傳』）という書物が発見された。これは次の4集を1冊にしたものである。
1. 新編全相説唱足花関索出身伝 前集
2. 新編全相説唱足花関索認父伝 後集
3. 新編足本花関索下西川伝 続集
4. 新編全相説唱本花関索貶雲南伝 別集

これは「上図下文」の形式であり、「説」が散文、「唱」が7言の韻文のことである。元の時代のものの重刊と推測される。発見当時は解読不能な状態であったが、その後研究がすすみ概ねの内容は知られてきた。
内容は呉の呂蒙を討ち取るといった荒唐無稽な話であるが、『新刊全相平話三國志』（『三国志平話』）が成立した後、民間伝承を加えて『花関索伝』ができ、その一部の逸話が、演義に取り込まれたものと推測されている。
この伝だと、関索は鮑三娘の他に、王桃と王悦を側室に迎えている。また、京劇「龍鳳巾」（別名「化外奇縁」）では、ヒロインの花鬘（南蛮王孟獲の娘という設定）が関索の側室となっている。

## 中国民間の演劇

### 雲南関索戯
雲南省澄江市小屯村に雲南関索戯という劇が伝えられ上演されている。

### 鮑三娘與花関索
江西省万載県潭埠鎮の追儺行事の仮面劇「鮑三娘與花関索」が上演される。内容は神である花関索が妖怪鮑三娘と戦い結婚するという内容で花関索の仮面もある。

## 関連書
- 井上泰山、大木康、金文京、氷上正、古屋昭弘、1989年（平成元年）、『花関索伝の研究』、汲古書院 ISBN 9784762923661:花関索伝の研究 - Google ブックス